# Nyborg (Sverige)
 For alternative betydninger, se Nyborg (flertydig). (Se også artikler, som begynder med Nyborg)
Nyborg er et byområde i Kalix kommun i Norrbottens län i Sverige. Det er kommunens fjerdestørste by efter Rolfs og det største byområde på Kalix landsbygd.
Nyborg er i virkeligheden navnet på et nedlagt savværk, men er efterfølgende blevet benyttet som postadresse for byerne Ytterbyn og Målsön.

## Bebyggelsen
Nyborg har skole fra 1. til 6. klasse og en dagligvarebutik. De større elever går på Manhemsskolan, mens gymnasieeleverne går på Furuhedsskolan i Kalix.
Kalix Lokaltrafik har en linje som betjener Nyborg, ligesom Länstrafiken Norrbotten med linje 301 Kalix − Nyborg − Ryssbält.
I byen findes der et Folkets hus, som blev grundlagt i 1914 og hvis ejerforening er aktiv og udlejer sit lokale til forskellige begivenheder og foreninger. Ytterbyns hembygdsförening findes også. I 2012 brændte frilandsmuseet ned, men blev genopbygget og indviet i november 2014.
Den 3. januar 2022 blev det første spadestik til det nye boligområde ved Kolkajen i Nyborg, hvor ni forskellige grunde stilles i rækkefølge, taget.

## Idræt
Nyborgs herrebandyhold, Nyborgs SK, spiller i Division 1 Norra.

## Historie
I byen findes et bevaret soldaterhus, som vedligeholdes af Ytterbyns hembygdsförening.